# Aeropuerto de Marina di Campo
El Aeropuerto de Marina di Campo (en italiano: 'Aeroporto di Marina di Campo') (IATA: EBA, ICAO: LIRJ) es el aeropuerto de la isla en italiano: Aeroporto di Marina di Campo de Elba, localizado en el área de "La Pila", en Marina di Campo. Es conocido también como Aeropuerto Teseo Tesei (en italiano: Aeroporto "Teseo Tesei": Aeroporto "Teseo Tesei"). Es el tercer aeropuerto de la Toscana en número de pasajeros después de los de Pisa y Florencia, y sirve como base para Silver Air.

## Historia
Abierto como un aeródromo de hierba en 1963, el aeropuerto fue adquirido por la compañía milanesa Transair en 1966 y estuvo preparado para manejar tráfico comercial, con la aerolínea regional Transavio volando con aviones Britten-Norman Islanders y Piaggio P.166 a Pisa, Milán y Florencia, a pesar de que una pista asfaltada no fue abierta hasta 1991. Transavio cesó sus operaciones en 1990, pero muchas otras aerolíneas regionales, entre ellas InterSky, Silver Air y Air Alps empezaron a operar en esos años. Una nueva terminal fue abierta en 2013, con el edificio viejo quedando como cafetería, centro comercial y oficinas.

## Aerolíneas y destinos
| Ciudad            | Nombre del aeropuerto               | Aerolíneas                                 | Aeronaves       | Frecuencias semanales |        |
| Europa            | Europa                              | Europa                                     | Europa          | Europa                | Europa |
| ----------------- | ----------------------------------- | ------------------------------------------ | --------------- | --------------------- | ------ |
| Alemania          |                                     |                                            |                 |                       |        |
| Friedrichshafen   | Aeropuerto de Friedrichshafen       | Rhein-Neckar Air (Estacional)              | Dornier 328-110 |                       |        |
| Mannheim          | Aeropuerto de la Ciudad de Mannheim | Rhein-Neckar Air (Estacional)              | Dornier 328-110 |                       |        |
| Suiza             |                                     |                                            |                 |                       |        |
| Berna             | Aeropuerto de Berna                 | Swiss Flight Services (Chárter estacional) | King Air 350i   |                       |        |
| La Chaux-de-Fonds | Aeropuerto de Les Eplatures         | Swiss Flight Services (Chárter estacional) | King Air 350i   |                       |        |

## Estadísticas
Ver fuente y consulta Wikidata.

## Galería de imágenes

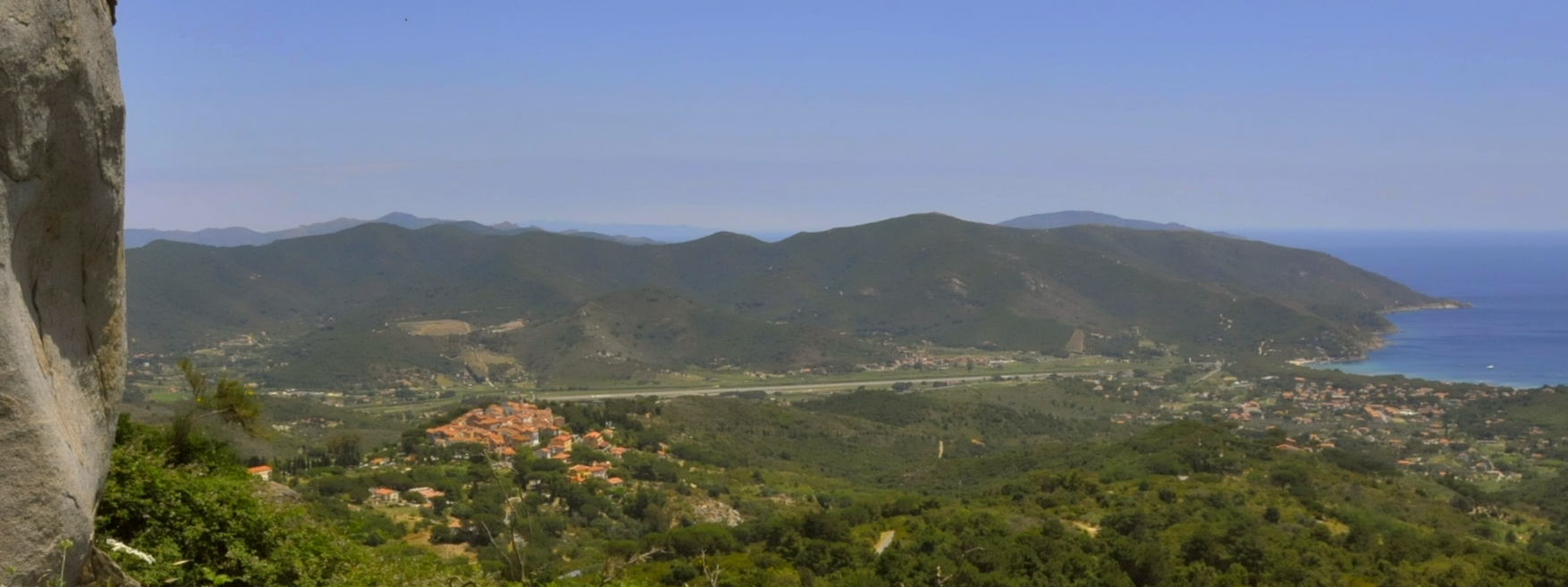
Vista aérea general del aeropuerto
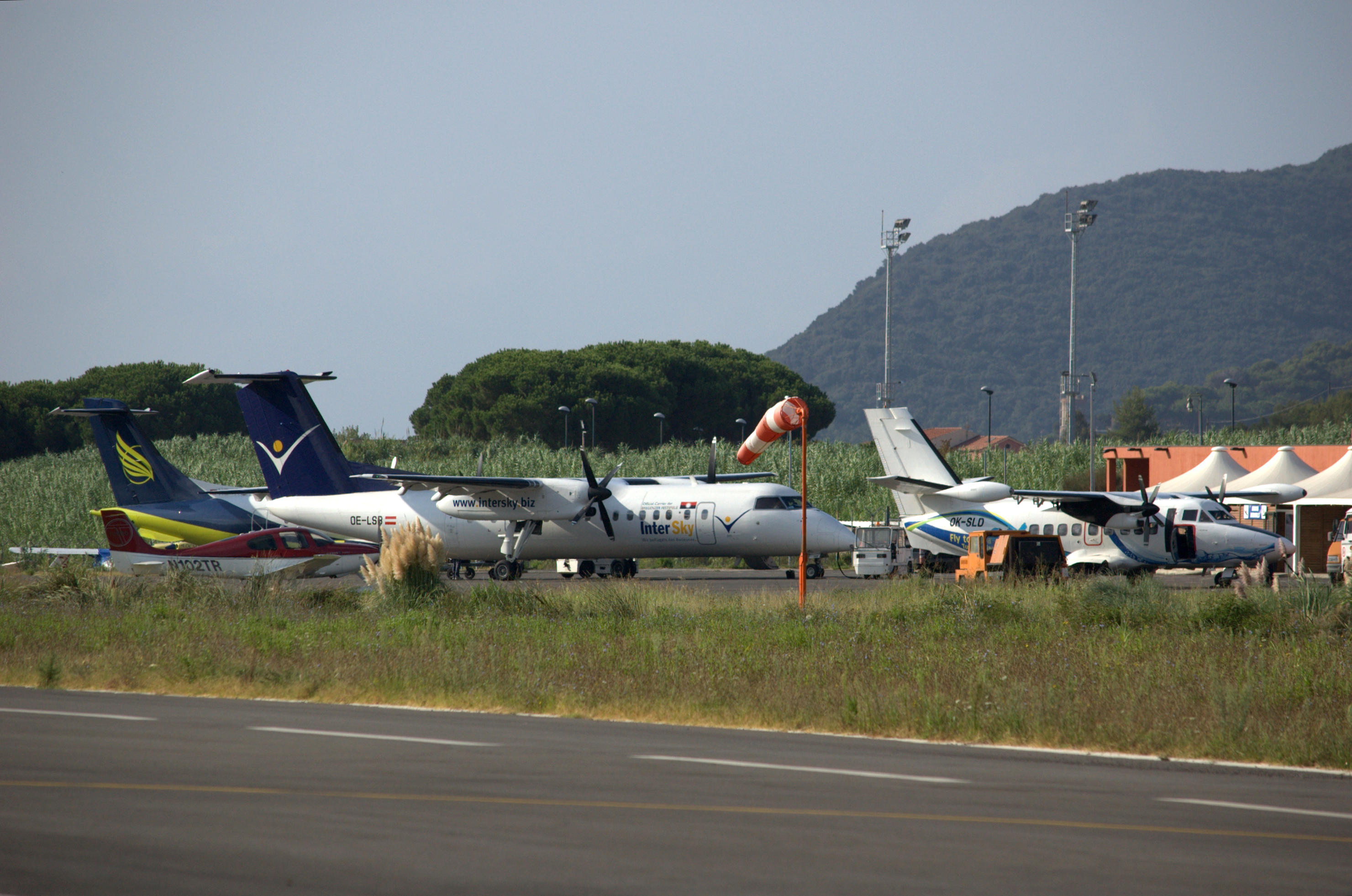
Varios aviones en el aeropuerto
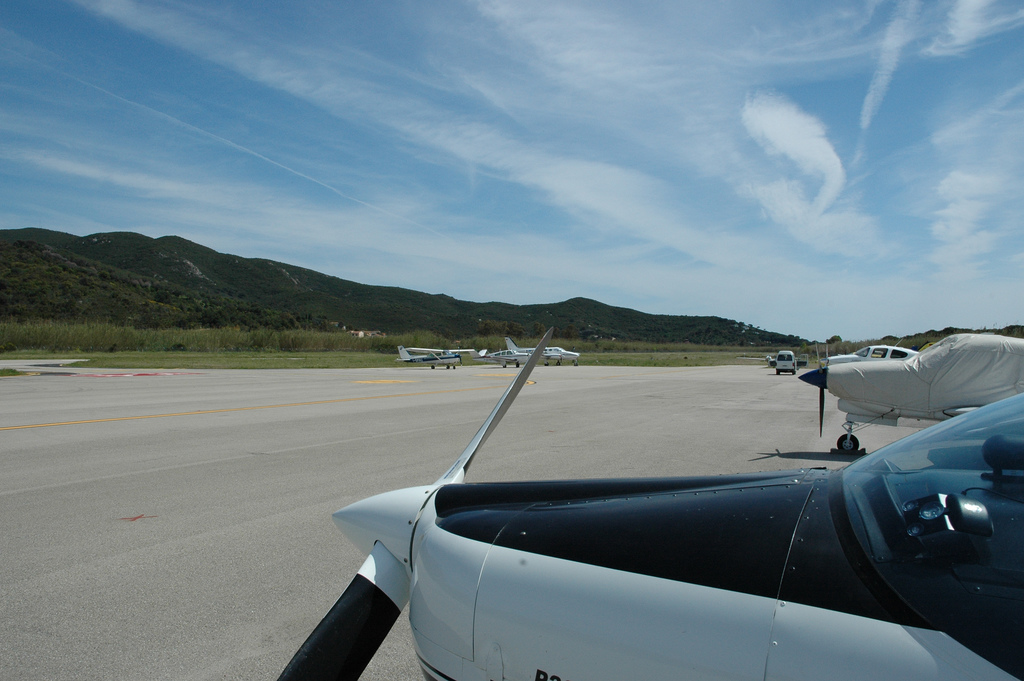
Avionetas estacionadas